# HD 175852
HD 175852，又名CD-2513574，SAO 187517、HR 7155，是一颗恒星，视星等为6.62，位于銀經11.17，銀緯-12.48，其B1900.0坐标为赤經18h 52m 12.6s，赤緯-25° -12.48′ 35″。